# フォッシー&ヴァードン 〜ブロードウェイに輝く生涯〜
『フォッシー&ヴァードン 〜ブロードウェイに輝く生涯〜』（フォッシーアンドヴァードン ブロードウェイにかがやくしょうがい、Fosse/Verdon）は、2019年にFXで放送されたアメリカ合衆国のテレビドラマシリーズ。振付師で映画監督のボブ・フォッシーと、パートナーで女優のグウェン・ヴァードンを描く伝記ドラマ。出演はサム・ロックウェル、ミシェル・ウィリアムズなど。全8話のリミテッド・シリーズで、アメリカでは2019年4月9日からFXで放送された。日本ではWOWOWプライムで2020年12月5日に第1話が先行放送された後、同年12月12日と13日に4話ずつ日本語吹替版が放送された。
本作は批評家から高い評価を受け、第71回エミー賞では17部門にノミネートされ、ミシェル・ウィリアムズの主演女優賞など4部門を受賞した。

## あらすじ
振付師で映画監督のボブ・フォッシーと、パートナーで女優のグウェン・ヴァードン。ブロードウェイの頂点を目指す2人には波乱万丈の人生が待ち受けていた。

## キャスト

### メイン
ボブ・フォッシー
演 - サム・ロックウェル / 日本語吹替 - 山路和弘
演 - ジャスティン・ガッジーロ（子供時代）
映画監督。振付師。舞台演出家。元ダンサー。
グウェン・ヴァードン
演 - ミシェル・ウィリアムズ / 日本語吹替 - 朴璐美
演 - ケリー・バーグランド（子供時代）
ミュージカル女優。ブロードウェイの大スター。ボブの3番目の妻。
パディ・チャイエフスキー
演 - ノーバート・レオ・バッツ / 日本語吹替 - 北田理道
ボブの親友。劇作家。
アン・ラインキング
演 - マーガレット・クアリー / 日本語吹替 - 森なな子
女優。ダンサー。ボブの内縁の妻（4番目の妻）に。

### リカーリング
- ニール・サイモン: ネイト・コードリー（英語版）（落合弘治） - ボブの親友。劇作家。
- ジョーン・サイモン: アヤ・キャッシュ（林真里花） - ニールの最初の妻。グウェンの親友。闘病の末に亡くなる。
- ハル・プリンス: エヴァン・ハンドラー（根本泰彦） - 演劇プロデューサー、舞台演出家。
- ジョーン・マクラッケン（英語版）: スーザン・マイズナー（田中敦子） - ボブの2番目の妻。女優。ダンサー。
- サイ・フューアー（英語版）: ポール・ライザー（田中美央） - 映画『キャバレー』のプロデューサー。
- ニコル・フォッシー（英語版） - ボブとグウェンの1人娘。
  - 第1, 2, 8話: チャンドラー・ヘッド（庄司ゆらの）
  - 第3 - 5話: ブレイク・バウムガートナー（庄司ゆらの）
  - 第6 - 8話: ジュリエット・ブレット（庄司ゆらの）
- ロン: ジェイク・レイシー（小林親弘） - グウェンの恋人。俳優。ピアノが得意。
- ライザ・ミネリ: ケリー・バレット（英語版） - 映画『キャバレー』の主演女優。
- チタ・リヴェラ（英語版）: ビアンカ・マロキン（英語版） - ミュージカル『シカゴ』のヴェルマ役の女優。
- メル: ピーター・スコラーリ（英語版）（飯島肇） - グウェンのマネージャー。
- ハンナ: クリスティアン・サイデル（英語版） - 映画『キャバレー』撮影時のドイツ人通訳。ボブの浮気相手。
- ロイ・シャイダー: リン＝マニュエル・ミランダ（千葉哲也） - 映画『オール・ザット・ジャズ』の主演俳優。

## エピソード
| シーズン | シーズン | 話数 | 話数 | 放送期間     | 放送期間      |
| シーズン | シーズン | 話数 | 話数 | 初回放送     | 最終回放送    |
| -------- | -------- | ---- | ---- | ------------ | ------------- |
|          | 1        | 8    | 8    | 2019年4月9日 | 2019年5月28日 |

| 通算 話数 | タイトル                                      | 監督                   | 脚本                                                                                       | 放送日        | 製作 番号 | 米国視聴者数 (百万人) |
| --------- | --------------------------------------------- | ---------------------- | ------------------------------------------------------------------------------------------ | ------------- | --------- | --------------------- |
| 1         | "人生はキャバレー" "Life Is a Cabaret"        | トーマス・ケイル       | 原案 : スティーヴン・レヴェンソン & トーマス・ケイル 脚本 : スティーヴン・レヴェンソン     | 2019年4月9日  | 1BHR01    | 0.614                 |
| 2         | "離れた心" "Who's Got the Pain?"              | トーマス・ケイル       | スティーヴン・レヴェンソン                                                                 | 2019年4月16日 | 1BHR02    | 0.425                 |
| 3         | "私とあなた" "Me and My Baby"                 | アダム・バーンスタイン | デボラ・カーン                                                                             | 2019年4月23日 | 1BHR03    | 0.453                 |
| 4         | "栄光を求めて" "Glory"                        | ジェシカ・ユー         | トレイシー・スコット・ウィルソン                                                           | 2019年4月30日 | 1BHR04    | 0.429                 |
| 5         | "どこへ行けばいいの?" "Where Am I Going?"     | トーマス・ケイル       | シャーロット・スタウト                                                                     | 2019年5月7日  | 1BHR05    | 0.312                 |
| 6         | "欲しいのは愛だけ" "All I Care About Is Love" | ミンキー・スパイロ     | アイク・ホルター                                                                           | 2019年5月14日 | 1BHR06    | 0.364                 |
| 7         | "今の私に言えること" "Nowadays"               | トーマス・ケイル       | ジョエル・フィールズ & スティーヴン・レヴェンソン                                          | 2019年5月21日 | 1BHR07    | 0.367                 |
| 8         | "私たちの運命" "Providence"                   | トーマス・ケイル       | 原案 : ジョエル・フィールズ & スティーヴン・レヴェンソン 脚本 : スティーヴン・レヴェンソン | 2019年5月28日 | 1BHR08    | 0.495                 |

## 製作
サム・ワッソンの伝記『フォッシー』を原作としたリミテッド・シリーズの制作権を、エグゼクティブ・プロデューサーのジョージ・ステルズナーがFXネットワークに売却した。2018年7月5日、FXは本作の制作を発表する。撮影は2018年11月にニューヨークのSilvercup Studiosで開始され、2019年3月まで行われた。

## 評価

### 批評
本作は批評集積サイトのRotten Tomatoesに88件のレビューがあり、批評家支持率は81%、平均点は10点満点で7.01点、批評家の一致した見解は「サム・ロックウェルとミシェル・ウィリアムズは『フォッシー&ヴァードン 〜ブロードウェイに輝く生涯〜』において派手などんちゃん騒ぎでたっぷりと視聴者の目を眩ませてくれる。そして、決まり切った伝記的比喩表現によって邪魔されているが、それでもなお、必要な華やかさ（glitz）と気概（grit）、そしてジャズの聴衆が切望するすべてのもの（all that jazz）と一緒にシミーを踊っているストレートなミニシリーズである。」となっている。また、Metacriticには36件のレビューがあり、加重平均値は68/100となっている。